# 4744 Rovereto
4744 Rovereto è un asteroide della fascia principale. Scoperto nel 1988, presenta un'orbita caratterizzata da un semiasse maggiore pari a 2,7965455 UA e da un'eccentricità di 0,1858128, inclinata di 10,17175° rispetto all'eclittica.